# Teisės problemos
Teisės problemos ist eine im Justitia-Verlag in Vilnius (Litauen) erscheinende litauischsprachige juristische Fachzeitschrift. „Teisės problemos“ erscheint viermal jährlich und beschäftigt sich mit Öffentlichem Recht, Strafrecht und Kriminologie. 
Herausgeber der Teisės problemos ist das Litauische Institut für Recht. Die verantwortliche Redakteurin ist Laima Volungevičiūtė. Die Printversion wird vom Verlag  „Justitia“ vorbereitet und  von der Druckerei UAB „Vilniaus spauda“ gedruckt. Der Stilautor des Druckerzeugnisses ist Žygimantas Augustinas.

## Geschichte
Die Zeitschrift existiert seit 1968 und ist Nachfolgerin der „Socialistinė teisė“. Von 1990 bis 1993 hieß sie „Teisės apžvalga“ und war eine Amtsblatt des Justizministeriums Litauens, das Gesetzesentwürfe und andere Rechtsakte sowie Gesetzeskommentare veröffentlichte.

## Tirage
1968 gab man 8000 Exemplare, 1981  – 147.000 Exemplare, 1988  – 230.000 Exemplare, 1997  – 3000 Exemplare, 2006 – 500 Exemplare, 2008 – 450 Exemplare heraus.

## Chefredakteure
- 1968–1980: Bronius Vaitiekūnas
- 1980–1992: A. Purkėnas
- 1992–1993: R. Kiškienė
- 1993–2003: Karolis Jovaišas[4]
- 2003: Petras Ragauskas
- 2003–2007: Remigijus Šimašius (* 1974)
- 2007–2011: Gintautas Sakalauskas
- Ab 2011: Petras Ragauskas

## Redaktion
Gintautas Sakalauskas, (Greifswald); Vytautas Andriulis, Egidijus Bieliūnas, Algimantas Čepas, Antanas Dapšys, Frieder Dünkel, Kauko Aromaa, Valentinas Mikelėnas, Vytautas Nekrošius, (Frankfurt); Vytautas Pakalniškis, Vytautas Piesliakas, Jonas Prapiestis, Alvydas Pumputis, Stasys Stačiokas, Remigijus Šimašius, Egidijus Vareikis (2008).